# Гора динозавров
«Гора динозавров» — советский рисованный мультипликационный фильм киностудии «Союзмультфильм» 1967 года, созданный режиссёром Расой Страутмане, предлагает свою версию причины исчезновения динозавров.

## Сюжет
Много миллионов лет назад на земле жили динозавры. Эти гиганты вылуплялись из яиц, размером не больше футбольного мяча. Яйца они несли на гору, поближе к солнцу, чтобы предоставить его лучам довершить таинство рождения.
Шло время, климат изменялся с каждым столетием. Но у яиц было замечательное свойство: под действием холода скорлупа утолщалась, защищая детёныша от внешних воздействий. И вот однажды, когда детёныш захотел увидеть солнце, скорлупа, исполняя свой долг, отказалась трескаться.
Пришедшие на гору через миллионы лет первобытные люди обнаружили лишь окаменелости.

## Создатели
- Автор сценария — Аркадий Снесарев[1]
- Режиссёр — Раса Страутмане
- Художник-постановщик — Борис Акулиничев
- Композитор — Владимир Дашкевич
- Оператор — Елена Петрова
- Звукооператор — Георгий Мартынюк
- Монтажёр — Любовь Георгиева
- Ассистент режиссёра — Лидия Ковалевская
- Редактор — Александр Тимофеевский
- Мультипликаторы[2]: Галина Баринова, Юрий Кузюрин, Мария Мотрук, Борис Петин, Антонина Алёшина, Василий Рябчиков
- Декоратор — Дмитрий Анпилов
- Фильм озвучивали[2]:
  - Клара Румянова — детёныш динозавра,
  - И. Смирнов,
  - Лев Любецкий,
  - Виктор Рождественский
- Директор картины — Анна Зорина

## Издания на видео
В 2002 году мультфильм был выпущен на VHS и компакт-дисках Video CD в первом выпуске коллекции «Мастера Русской анимации — 1» с английскими субтитрами, а далее — на DVD: Masters of Russian Animation Volume 1.